# 2S25反戰車自走炮
2S25「章魚－SD」自行反坦克炮（俄語：2С25 «Спрут-СД»；俄語羅馬化：2S25 "Sprut-SD"）是一款由俄羅斯的伏爾加格勒牽引機工廠股份有限公司（以下簡稱伏爾加格勒公司）為俄羅斯空降軍所設計並生產的空降两栖驅逐戰車。大約於2001年中旬時，伏爾加格勒公司對外透露2S25自走炮的研發工作已進行了數年。
2S25自走炮被設計以空降、兩棲登陸，或是隨陸軍特種部隊部署的方式來摧毀敵方戰車、堅固的器材設備以及步兵。它的主要武裝為一門2A75反坦克炮，能夠發射尾翼穩定脫殼穿甲彈、破片高爆彈、反戰車高爆彈以及反坦克導彈。如此獨特的設計組合使2S25擁有與主力戰車相當的火力，但卻與空降步兵戰車一樣靈活敏捷。2S25可以與陸軍單位及海軍步兵（即海軍陸戰隊）一同被部署至戰場。目前唯一採用2S25的單位是俄羅斯空降軍，共有24輛服役中。另外，韓國及印度亦表達了購買2S25的興趣。

## 歷史
1990年代早期，伏爾加格勒公司以一輛輕型坦克的原型車為基礎，建造出稍後被命名為934工程（Object 934）的反坦克自走炮。該工廠亦是BMD-1、BMD-2、BMD-3以及最新的BMD-4空降戰車的設計者及製造商。在底盤修改作業完成後，934工程獲得952工程（Object 952）的新代號。952工程的炮塔部件是由葉卡捷琳堡第9火炮製造廠所設計的。2001年中，伏爾加格勒公司對外表示其已研發2S25長達七年。近期資料則顯示BMD-4空降戰車的開發工作已被移轉至庫爾干機械工程廠；該廠目前亦負責生產海外市場訂購的BMP-3步兵戰車。不過根據目前已知的資訊，2S25的生產仍然由伏爾加格勒公司負責。2S25的首次實地測試於2001年5月8日展開，地點為位於高加索軍區北部的「Prudboy」戰車射擊靶場。
根據俄羅斯方面的資訊，俄羅斯陸軍於2005年首次採購2S25時即分別訂購了三批、每批5輛（共計15輛）的2S25 SPATG。接著，俄軍又再次訂購第二批共計45輛的2S25；未來的總訂購總數量將會達到85～110輛。然而，2009年時，俄羅斯空降軍中卻僅有4個炮兵連配備了2S25，且總數僅有24輛。2010年，俄羅斯官方宣布由於一輛2S25於紅場閱兵活動後漏油，並引起嚴重火災，因此將不再採購2S25；已訂購的2S25訂單亦將全數取消。不過，俄羅斯空降軍指揮官佛拉迪米爾·謝馬洛夫卻稍後否認了俄軍將不再採購2S25的消息。

## 描述
2S25是以BMD-3步兵戰車的底盤為基礎建造而成的；後者也是由伏爾加格勒公司負責生產，同時也在俄羅斯空降軍中服役。2S25與BMD-3最為顯著的差別是兩者的武裝、射控系統，以及2S25的兩側皆比BMD-3多出一個路輪（即每側7個）。乘員乘坐於底盤前端。炮塔位於車身中央，彈藥則佔據了車體中央大部分的空間；引擎以及傳動系統則位於後方。駕駛在車身前端擁有一個艙門；車長以及炮手的艙門則位於炮塔頂部。當處於靜止狀態時，車長乘坐於駕駛的左側，而炮手則乘坐於駕駛的右側。每名乘員皆可透過車頂的日夜觀測裝置觀察車外狀況。2S25的標準配備還包括一具核生化防護系統來保障乘組員不受放射性塵埃的侵害。

### 武裝

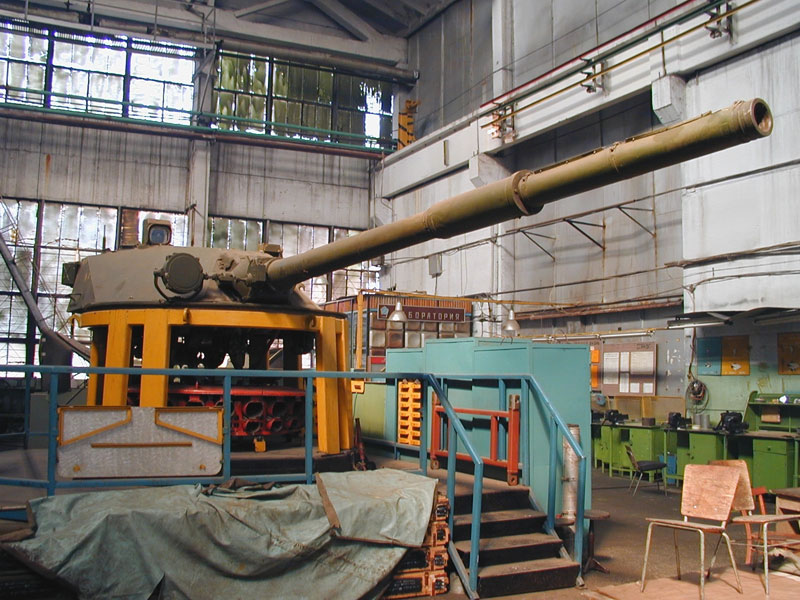
2S25的主炮能夠發射與T-72、T-80以及T-90等主力戰車相同的炮彈。

2S25裝有一個雙人炮塔，其上搭載著一門125毫米反戰車炮。主炮本身擁有一具自動裝彈機，從而確保了每分鐘6至8發的高射速（普通炮彈與反戰車飛彈皆然）。主炮是垂直及水平穩定的，並可以使用與2A46滑膛炮相同的彈藥種類。射控系統則能夠自動穩定主炮的仰角以及方位角。另外，射控系統還內建了雷射測距儀以及彈道計算機。車長的視鏡上亦另外裝有一具雷射視鏡，能夠直接將125毫米主炮瞄準雷射測距儀所觀測到的目標。
2S25的主要武裝為一門125毫米2A45反戰車炮。這款火炮是許多俄羅斯主力戰車上常見的125毫米2A46戰車炮的衍生型。2A45的仰角及俯角分別為+15°及-5°。然而，當主炮向後轉至車尾時，其仰角及俯角則會變為+17°及-3°。為了解決主力戰車主炮所具備的後座力，最初工程師希望使用炮口制退器克服，但最後放棄了這個構想，而是研製將後座行程拉長到74公分的火炮制退復進機，配合空降戰車使用的液氣壓懸吊克服戰車主炮的後座力負荷需求。2A45戰車炮全重2,350公斤，炮管裝有隔熱護套，2S25配備了承襲T-72／90等主力戰車所慣用的圓盤式自動裝彈機，省去了裝填手編制，該裝彈機下方有22發備射彈。與後期的2A46系列相同，2A45也整合了炮射反戰車飛彈的發射能力，使用9M119反坦克導彈時，2S25可在4公里外接戰目標。主炮左側裝有一挺7.62毫米PKT同軸機槍以作為2S25的次要武器；PKT機槍有2,000發備用彈藥。

### 機動性

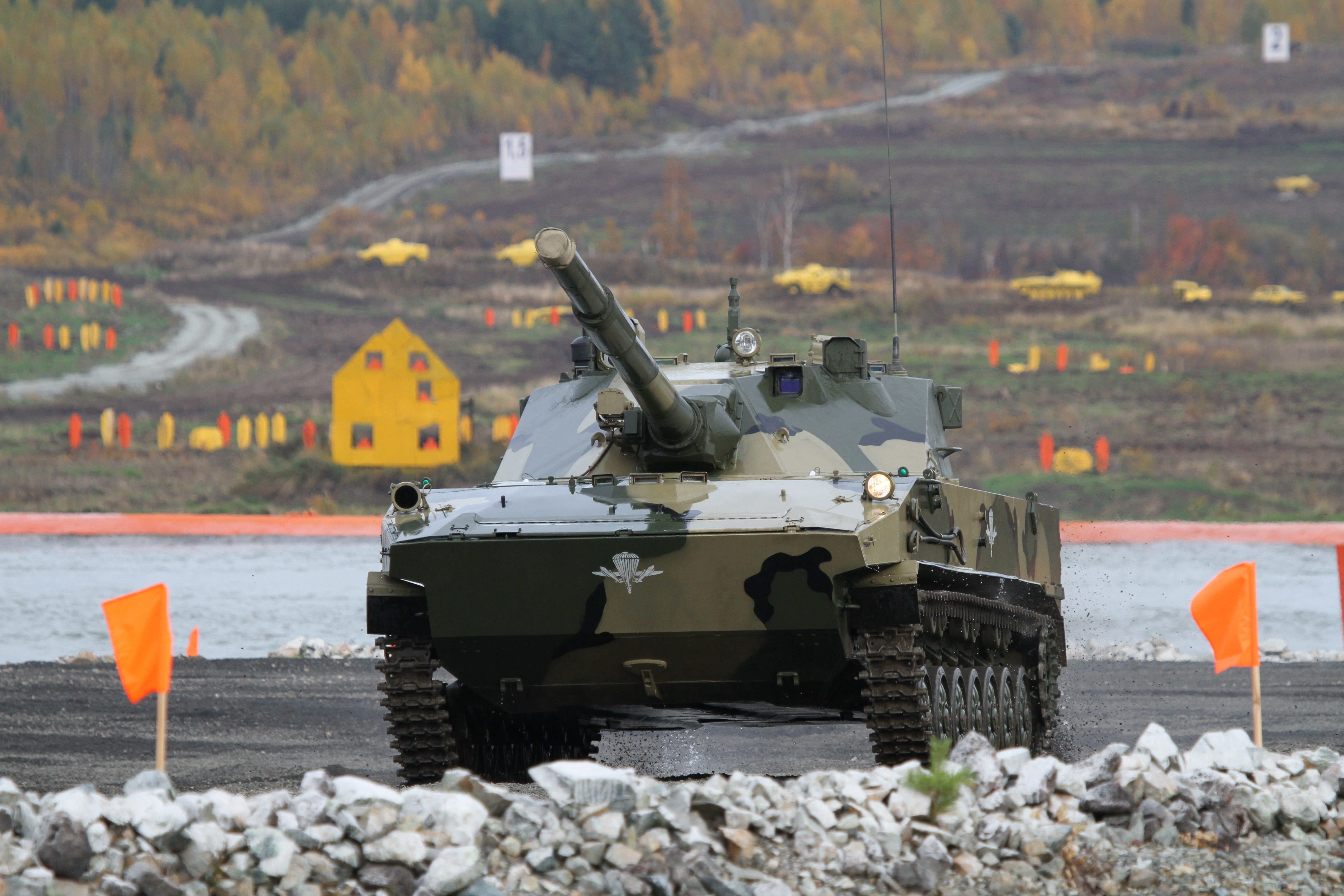
俄羅斯空降軍是截至2013年9月為止2S25的唯一用戶。

2S25重18噸，與步兵戰車相當。與BMD-3一樣，2S25使用液氣式懸吊系統，並可於6至7秒內將底盤距離地面的高度由590毫米減至190毫米以降低可見性。液氣式懸吊系統提供了2S25於行駛時相當高的靈活性，並可減少一定比例的主炮後座力。車體兩側的懸吊系統分別擁有7個路輪、4個負重輪、1個後方驅動輪以及1個前置導向輪。懸吊系統內亦擁有液壓調整器來協助車輛的機動性及越野能力。2S25使用2V-06-2S多燃料柴油引擎，可輸出510匹馬力。它使用一具自動傳動系統，並擁有5個前進檔及5個倒退檔。
行駛於平面道路時，2S25可以達到每小時71公里的最大速度；行駛於越野或崎嶇路段時，其平均時速則為每小時45至50公里。2S25的接地壓力依使用的履帶不同，可能為每平方公分0.36至0.53公斤。越野性能方面，2S25能夠爬越最高0.8公尺（即80公分）的垂直障礙物，並可越過2.8公尺寬的壕溝。一如其他俄製的裝甲車，2S25是兩棲車輛，可完全涉入水中；在有噴水推進裝置的協助下，2S25於水中的時速可達到每小時8至10公里，速度依水流方向而異。另一方面，為了增加車體浮力，2S25的路輪中設有氣室以及強力水幫浦，來將底盤週圍的水排除。2S25亦可以涉入海中，並可以於毫無準備的情況下橫越浪高約0.5公尺至1.25公尺的海面。然而，即便擁有出色的水面行駛能力，2S25的主炮射界（即主炮可左右移動的角度，原為360°）於涉水時會急遽下降至左右各35°。

### 防護
2S25的車體同样为了适应空投做了取舍，是以焊接鋁裝甲以及表層的複合裝甲所構成，以維持較低的装甲重量。不过，當車身以正面左右45°角的角度對準來襲炮彈時，其裝甲約可抵擋500公尺外23毫米口徑武器、仍可抵擋單兵小口徑武器以及炮彈殘餘碎片的射擊。另外，炮塔後方的兩側亦裝有干擾紅外線鎖定武器的煙霧彈發射器。

### 海航
据俄罗斯国家技术集团披露，章鱼-SD轻型坦克通过在黑海地区进行的国家测试，测试结果显示该款战车可在未准备的情况下在3级海况下航行、战斗，执行对海岸的抢滩登陆任务。

## 部署
2S25擁有相當出色的推重比（28.3匹馬力/噸）；於裝有橡膠套及雪地履帶時，亦能於最高海拔4000公尺的環境中作戰，同時也能應付不同氣候下的環境。根據伏爾加格勒公司的說法，2S25也能依照需求隨空降部隊、海軍陸戰隊及特種部隊部署至特殊地形中作戰。輕盈的重量使2S25於山地區域或沼澤地形中亦能靈活操控，而不會像許多輜重器材於上述地形中就動彈不得。2S25被設計為可於載有乘員的情況下由伊留申-76等大型運輸機空投至戰區，使2S25幾乎於著陸時便能立即接戰，並提供空降部隊強而有力的火力支援。
一如其他驅逐戰車，2S25被定位為如M1艾布蘭或梅卡瓦等現代主力戰車的殺手。其大口徑的主炮也能用於摧毀裝甲運兵車或其他裝甲目標；亦能隨時被部署至戰場，以提供空降部隊即時的火力支援。2S25的2A45反戰車炮於摧毀加固防禦工事時也相當有效。而雖然擁有兩棲涉水能力，2S25也能依據任務需求自行從水中登上艦艇。

## 用戶
俄羅斯
- 俄羅斯空降軍 – 2009年時有24輛2S25服役中[2]，餘下的採購訂單則於2010年被取消[13]。2013年時，俄羅斯空降軍訂購了另一款以BMD-4的底盤為基礎的125毫米自走反坦克炮，其主炮則採用與俄製主力戰車相同的125毫米2A46M-5戰車炮[8]。

## 外部連結
- Russia pushes airdrop anti-tank gun - IHS Jane's 360（页面存档备份，存于）
- Self-propelled antitank gun SPTP 2S25 «Sprut-SD»: Ministry of Defence of the Russian Federation（页面存档备份，存于）
- 2S25 Sprut-SD - REDSTARS (In French)